# Célio (piłkarz)
Célio Taveira Filho (ur. 16 października 1940 w Santos, zm. 29 maja 2020 w João Pessoa) − piłkarz brazylijski, występujący na pozycji napastnika.

## Kariera klubowa
Karierę piłkarską Célio rozpoczął w klubie Ponte Preta Campinas w 1959 roku. Kolejnym jego klubem była Jabaquara AC, gdzie występował w 1960–1962. W latach 1962–1966 występował w CR Vasco da Gama. Z Vasco da Gama wygrał Torneio Rio - São Paulo w 1966 roku.
W 1967 roku występował w Urugwaju w Nacionalu Montevideo. Z Nacionalem dwukrotnie zdobył mistrzostwo Urugwaju w 1969 i 1970 roku. Po powrocie do Brazylii był zawodnikiem SC Corinthians Paulista, w którym grał w latach 1970–1971.

## Kariera reprezentacyjna
W reprezentacji Brazylii Célio zadebiutował 6 czerwca 1965 w wygranym 2-0 meczu z reprezentacją RFN. Ostatni raz w reprezentacji Célio wystąpił 18 maja 1966 w wygranym 1-0 meczu z reprezentacją Walii. W reprezentacji Brazylii wystąpił w 3 meczach.
| Mecze i gole w reprezentacji | Mecze i gole w reprezentacji | Mecze i gole w reprezentacji | Mecze i gole w reprezentacji | Mecze i gole w reprezentacji | Mecze i gole w reprezentacji | Mecze i gole w reprezentacji |
| #                            | Data                         | Miasto                       | Przeciwnik                   | Gol                          | Wynik                        | Rozgrywki                    |
| ---------------------------- | ---------------------------- | ---------------------------- | ---------------------------- | ---------------------------- | ---------------------------- | ---------------------------- |
| 1.                           | 06.06.1965                   | Rio de Janeiro               | RFN                          |                              | 2:0                          | towarzyski                   |
| 2.                           | 09.06.1965                   | Rio de Janeiro               | Argentyna                    |                              | 0:0                          | towarzyski                   |
| 3.                           | 18.05.1966                   | Belo Horizonte               | Walia                        |                              | 1:0                          | towarzyski                   |